# Nilgiri North
Nilgiri North (také Nilgiri Nord) je hora vysoká 7 061 m n. m. nacházející se v pohoří Himálaj v Nepálu na západě horského masivu Annapurna. Vrchol je spojený hřebenem s horou Tiličo (7 134 m), která je vzdálená 6,68 km směrem na východ.

## Prvovýstup
Prvovýstup na Nilgiri North provedl v souvislosti s nizozemskou expedicí v roce 1962 Francouz Lionel Terray. Dosáhli vrcholu 19. října výstupovou cestou přes severní stěnu a západní hřeben.